# علي جوخمي
علي جوخمي لاعب كرة قدم سعودي ، يلعب في مركز الوسط.
كانت بداياته مع نادي الوطني و لعب بعدها لأندية الطائي و الصقور و الكوكب و عاد بعدها إلى نادي الصقور و بعدها عاد إلى الوطني و بعدها لعب مع نادي حقل.